# Crime Museum

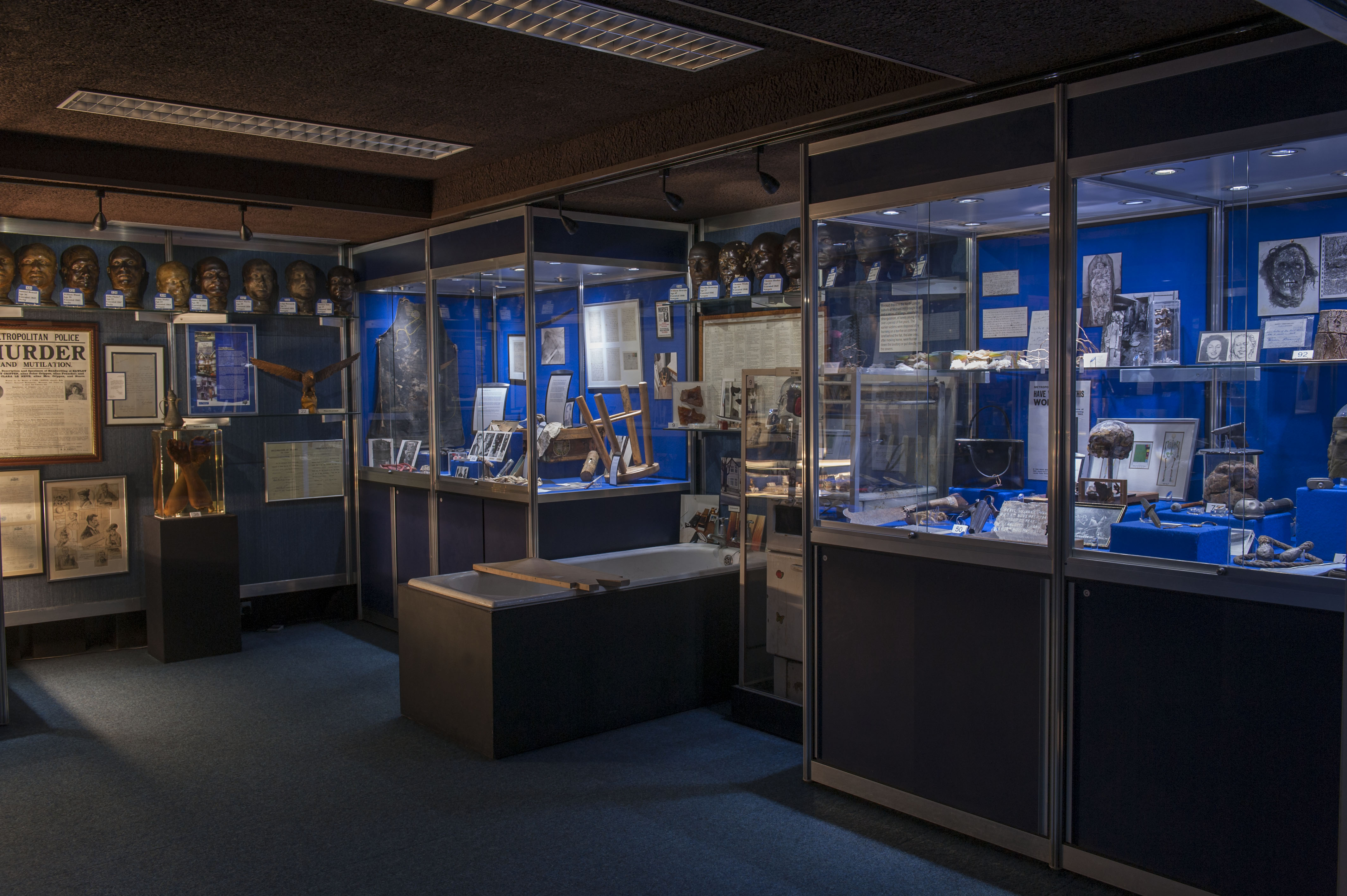
Itens do Crime Museum em sua antiga casa em New Scotland Yard na 8-10 Broadway (agora demolida), perto da Abadia de Westminster.

O Crime Museum de Scotland Yard, é uma coleção de recordações criminais mantidas na New Scotland Yard, na sede do Serviço de Polícia Metropolitana, em Londres, na Inglaterra. Ele era conhecido como o Black Museum até o início do século 21.
O museu surgiu em algum momento, em 1874, embora não oficialmente. Foi abrigado na Scotland Yard, e cresceu por causa da coleta de itens de prisioneiros reunidos sob a autoridade da Lei de Propriedade de Prisioneiros de 1869. A lei foi aceita para ajudar a polícia em estudos de crime e criminosos. Em 1875, tornou-se um museu oficial, embora não aberto ao público, com um inspetor policial e um agente de polícia atribuídos para vigiar o local.

## História
O conceito do Black Museum foi adquirido em 1874 por uma dose Inspetor, que na época tinha recolhido junto de um número de itens, com a intenção de dar policiais instrução prática sobre como detectar e prevenir o crime. Antes de uma Lei de 1870, os itens utilizados na prática do crime, foram retidos pela polícia até que os seus proprietários tinham recuperado-los, mas essa Lei de 1869 deu autoridade para a polícia para destruir esses itens, ou retê-los para fins de instrução. a última parte de 1874, oficial autoridade foi dada por um crime museu a ser inaugurado.

## Alguns casos de destaque em exposição

### Udham Singh
Udham Singh foi o indiano revolucionário que baleou e matou Sir Michael O'Dwyer, o ex-vice-Governador do Punjab, na Índia Britânica, em 13 de março de 1940.

### Ruth Ellis
Ruth Ellis foi a última mulher a ser executada no Reino Unido, depois de ser condenada pelo assassinato de seu amante, David Blakely.

### John Reginald Halliday Christie
John Reginald Halliday Christie foi um conhecido serial killer inglês ativo na década de 1940 e no início da década de 1950

### Irmãos Stratton
O caso dos Irmãos Stratton se refere aos Irmãos Stratton, que foram os primeiros homens a serem condenados na Grã-Bretanha por assassinato, com base em evidências de impressões digitais

### John George Haigh
John George Haigh foi um serial killer inglês ativo entre 1944 e 1949

### Neville Heath
Neville Heath, um assassino inglês que foi responsável pelo assassinato de pelo menos duas jovens, que foi executado em Londres, em 1946

### Dennis Nilsen
Dennis Nilsen, um serial killer e necrófilo, também conhecido como o Assassino de Muswell Hill e como o Assassino Gentil, que cometeu os assassinatos de 15 garotos adolescentes em Londres, na Inglaterra

### Dr. Neill Cream
Thomas Neill Cream, também conhecido como o Envenenador de Lambeth, foi um serial killer escocês

### PC Keith Blakelock
Os macacões de P. C. Keith Blakelock, que foi esfaqueado até a morte no conjunto habitacional Broadwater Farm, são mantidos no Black Museum. Várias pessoas foram acusadas de seu assassinato, mas foram inocentadas. O Met continua perseguindo os outros envolvidos em seu assassinato

## Outros usos
O termo também foi aplicado a um museu de falhas em componentes de engenharia coletados por David Kirkaldy em seu testes na 99 Southwark Street, em Southwark, em Londres. Este museu foi destruído no London Blitz. Os artefatos incluídos fraturaran partes do desastre da Ponte Tay Ponte.

## Leitura complementar
- Ohmart, Ben. It's That Time Again. [S.l.: s.n.] ISBN 0-9714570-2-6